# Hodograph

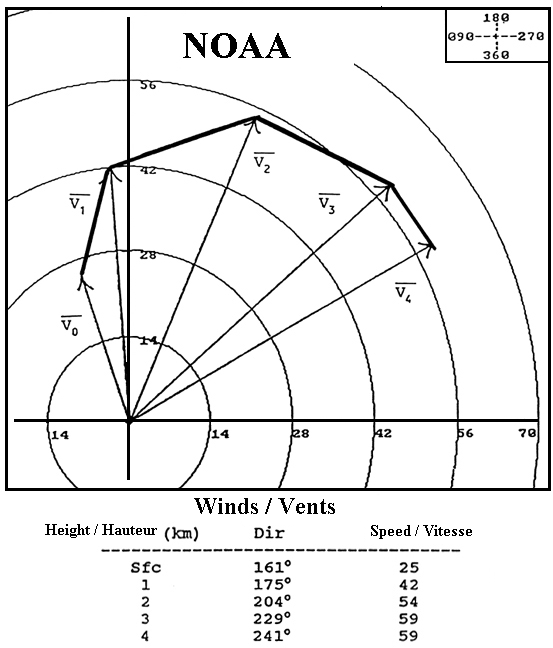
Hodograph von Windrichtungen und -geschwindigkeiten (NOAA)

Der Hodograph (v. gr. hodós „Weg“) der Bewegung eines Teilchens ist die Abbildung des Geschwindigkeitsvektors als Funktion der Zeit, oder genauer: die Menge der Endpunkte der von einem festen Punkt aus abgetragenen Geschwindigkeitsvektoren.
Er wurde wahrscheinlich erstmals von James Bradley benutzt, doch seine praktische Entwicklung und Verbreitung ist hauptsächlich William Rowan Hamilton zuzuschreiben, der einen Bericht darüber 1846 in den Proceedings of the Royal Irish Academy veröffentlichte.
Die Definition des Hodographs besagt, dass der Abstand der Kurve vom Ursprung immer dem Betrag der Geschwindigkeit entspricht und die Verbindungslinie vom Ursprung zum Punkt auf der Kurve die Richtung der Geschwindigkeit des Teilchens angibt. Daraus folgt, dass die Tangente an die Hodograph-Kurve zu jeder Zeit die Richtung der Beschleunigung des Teilchens anzeigt.